# ميغيل أنخيل سانشيز
ميغيل أنخيل سانشيز (بالإسبانية: Miguel Ángel Sánchez)‏ (8 سبتمبر 1936 بكويلمس في الأرجنتين - 26 مارس 2008) هو لاعب كرة قدم أرجنتيني في مركز حراسة المرمى. لعب مع أتلتيكو أتلانتا وكيلمس ونادي لانوس وكوكوتا ديبورتيفو ‏.

## وصلات خارجية
- ميغيل أنخيل سانشيز على موقع قاعدة بيانات كرة القدم.إي يو (الإنجليزية)